# Pinacoteca De Nittis
La Pinacoteca "Giuseppe De Nittis" è un museo di Barletta, dedicato al pittore Giuseppe De Nittis, del quale conserva ed espone una collezione di dipinti. Allestita nel Palazzo della Marra in via Cialdini, la pinacoteca ospita periodicamente esposizioni temporanee.

## Storia
La pinacoteca accoglie le opere di De Nittis donate alla città dalla moglie Léontine Gruvelle.
Fu inizialmente ospitata nell'ex convento dei Domenicani, in via Cavour; in seguito, dopo la ristrutturazione del Castello di Barletta, trovò posto nelle sale poste al primo piano della fortezza Federiciana. Tuttavia la vicinanza del mare, ritenuta potenzialmente rischiosa, portò nel 2007 al trasferimento presso il Palazzo della Marra, di recente ristrutturazione.

## Opere

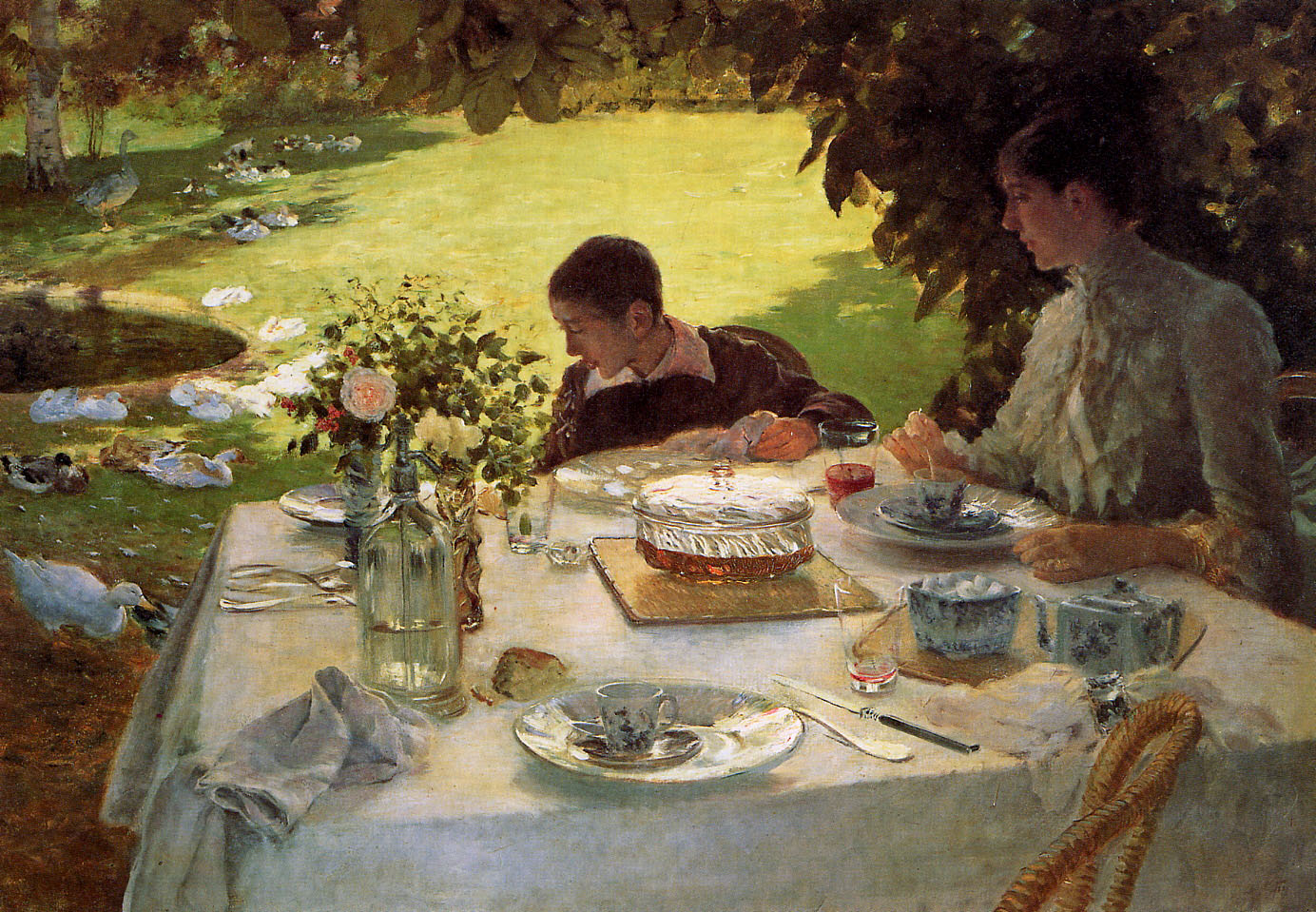
Colazione in giardino
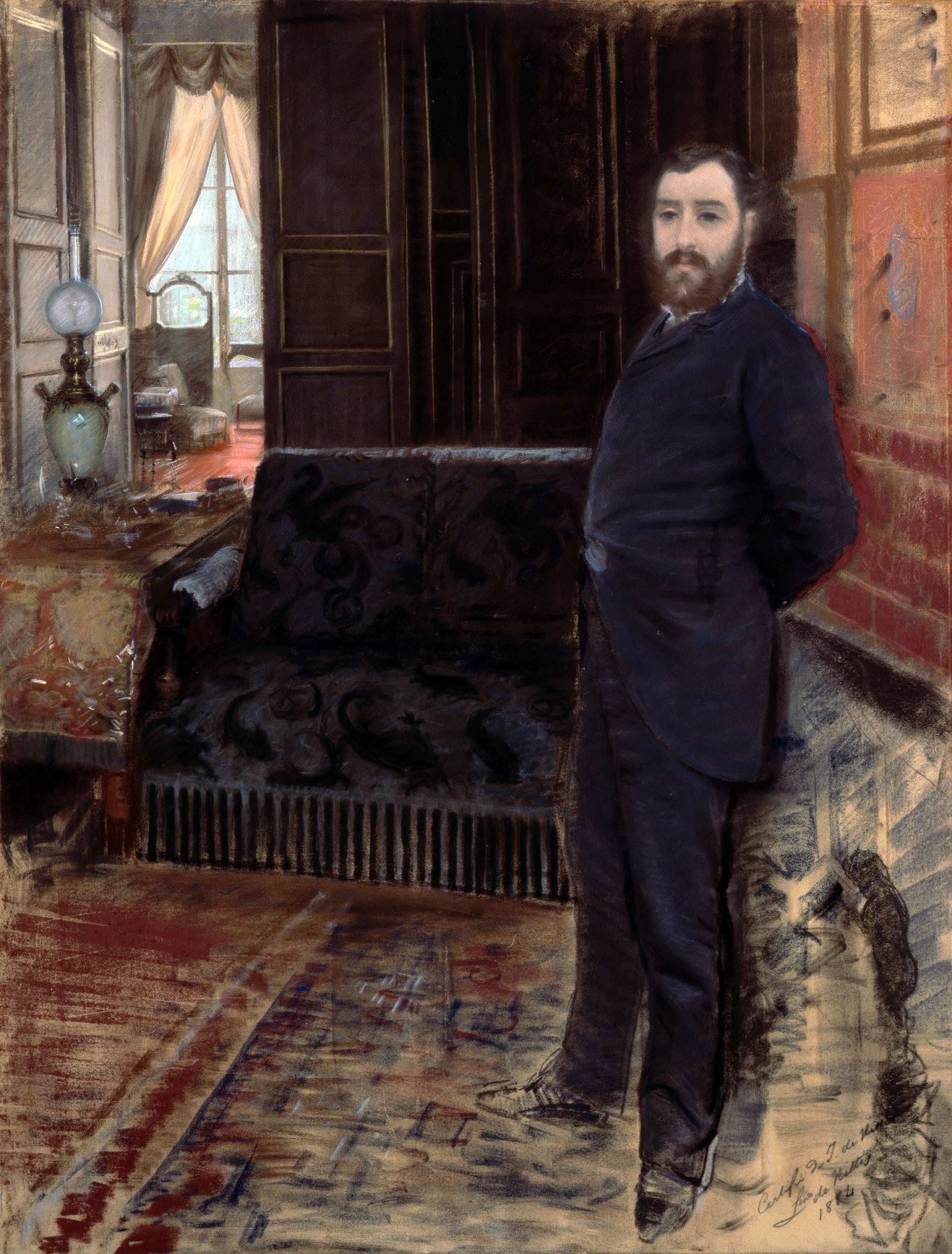
Autoritratto
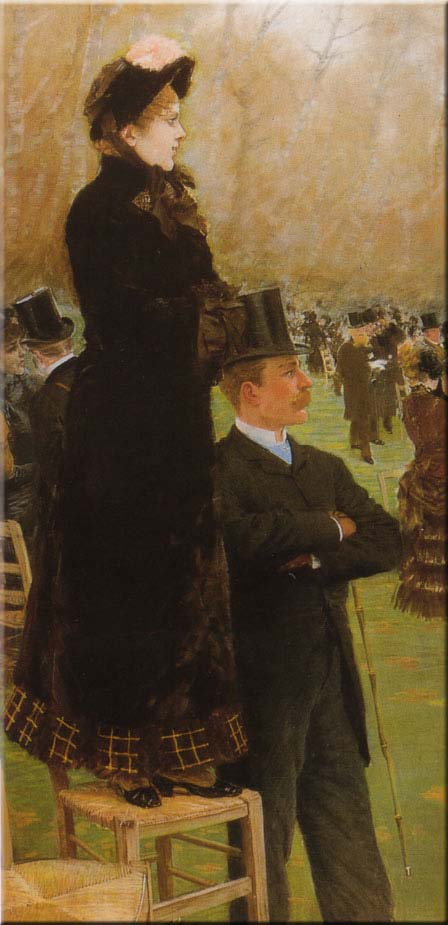
Le corse a Auteuil
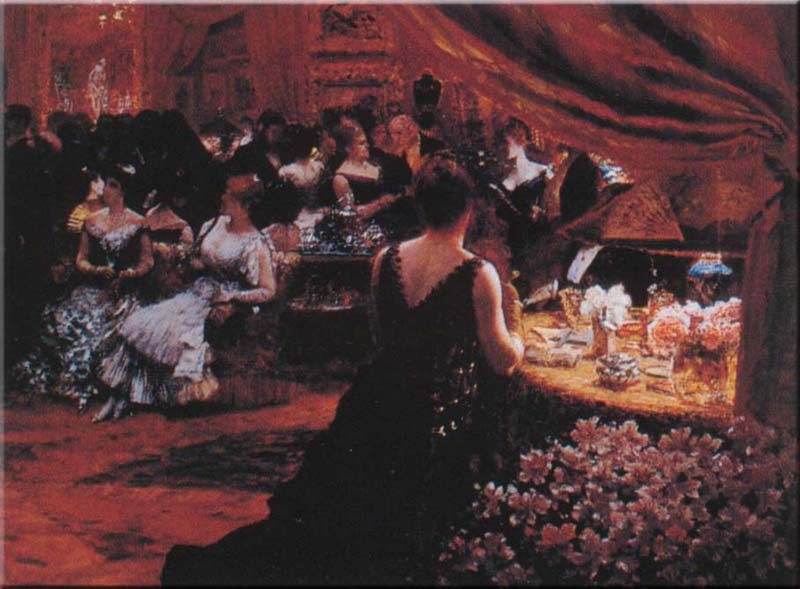
Il salotto della principessa Matilde
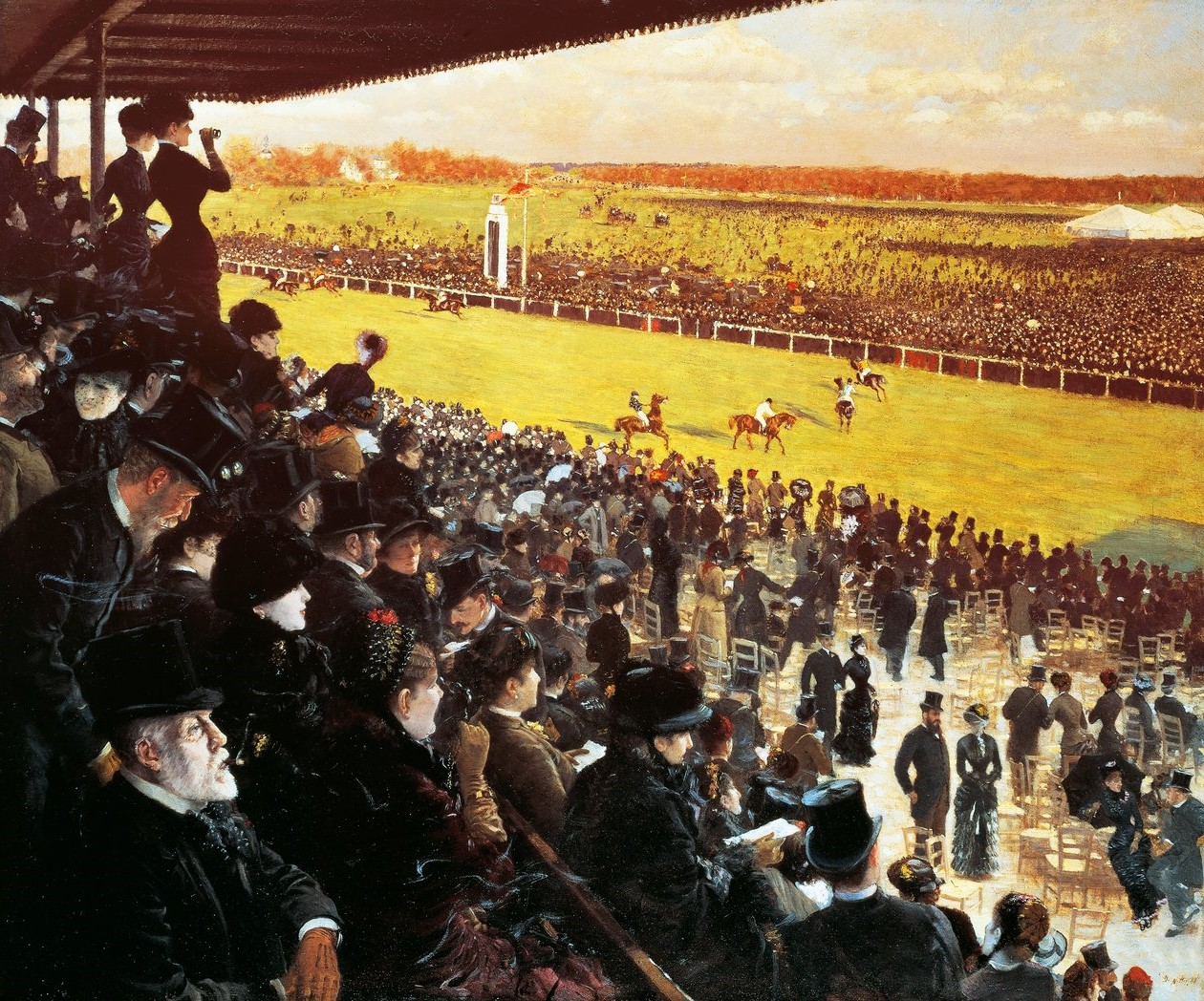
Carreras en Longchamps
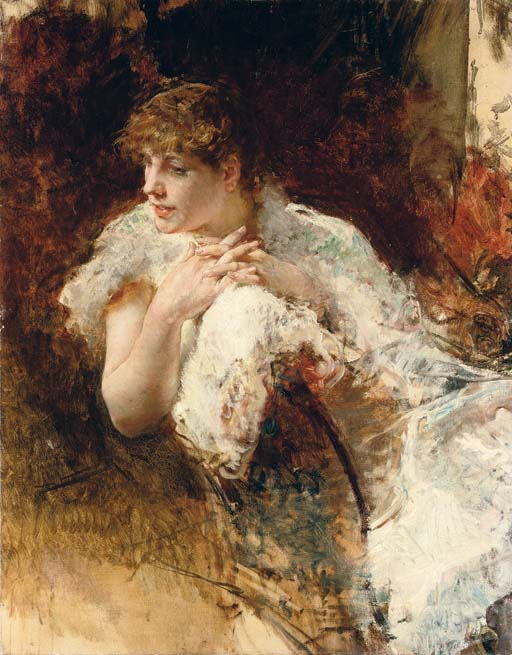
Signora napoletana

## Mostre temporanee
- De Nittis e Tissot. Pittori della vita moderna (2006)
- Zandomeneghi, De Nittis e Renoir. I pittori della felicità (2007)
- Paris 1900. La collezione del Petit Palais di Parigi (2008)
- Con il gusto della satira. I barlettani di Giovan Battista Chieffi (2008-2009)
- Terra e Mare. Paesaggi del Sud, da Giuseppe De Nittis a Giovanni Fattori (2009)
- Disegni. Una scelta d'arte e di vita (2009-10)
- De Nittis segreto (2010-11)
- Maria Picardi Coliac "I colori dell'anima" (2011) Maria Picardi Coliac
- Incanti e scoperte. L'Oriente nella pittura dell'Ottocento italiano (2011)
- L'odore della luce. Il mondo femminile nella pittura dell'Ottocento e del primo Novecento (2012)
- Art is a medusa di Jan Fabre nell'ambito del progetto europeo Intramoeania Extra Art/Watershed (2012-13)

## Dati affluenza
| Anno | Presenze |
| ---- | -------- |
| 2006 | 38.305   |
| 2007 | 44.156   |
| 2008 | 50.190   |
| 2009 | 45.768   |
| 2010 | 37.243   |